# Ludwik Filip (landgraf Hesji-Homburg)
Ludwik Filip (ur. 20 sierpnia 1623 r. w Kelsterbach, zm. 16 marca 1643 r. w Homburgu) – landgraf Hesji-Homburg od 1638 r.
Ludwik Filip był najstarszym synem landgrafa Hesji-Homburg Fryderyka I i Małgorzaty Elżbiety z Leiningen-Westerburg. Po śmierci ojca w 1638 r., jeszcze małoletni, został landgrafem Hesji-Homburg. Wkrótce potem zmarł. Nie ożenił się i nie pozostawił potomków.